# Egoism psihologic
Egoismul psihologic este viziunea filosofică conform căreia omul este în permanență motivat de interes personal și egoism, chiar și în cazurile care pare a fi determinat de altruism. Această teorie susține că, atunci când oamenii îi ajută pe alții, ei fac aceasta pe baza unei dorințe finale de a-și satisface propriile interese personale, așteptându-se la beneficii proprii, care vin pe cale directă sau indirectă. Această viziune este una descriptivă și nu una normativă, deoarece face o observație asupra modului in care lucrurile sunt, nu o aserțiune cu privire la cum ar trebui să fie. Este înrudită cu egoismul etic, care, spre deosebire de egoismul psihologic, este o teorie normativă.
O formă specifică a egoismului psihologic este hedonismul psihologic, care susține că acțiunile omului sunt esențialmente dictate de dorința acestuia de a obține plăcere și a evita durerea.